# The Ever-Gallant Marquis
The Ever-Gallant Marquis è un cortometraggio muto del 1914 scritto e diretto da Ashley Miller. Di genere commedia, fu prodotto dalla Edison e aveva come interpreti Harry Beaumont, Edward Earle, Bessie Learn, Charles Sutton.

## Trama
Il marchese francese imperversa nell'albergo: indifferente agli usi e costumi del posto, le sue maniere romantiche e impulsive che dovrebbero conquistargli ogni donna libera, sposata o fidanzata che sia, indispongono gli ospiti maschili che vorrebbero invece dargli una bella lezione. Un giorno il marchese appare portando con sé un intrigante abbigliamento: una giarrettiera. Annuncia che ne vuole fare omaggio a una delle signore come segno della sua stima, certo che lei lo accetterà. Henry, prontamente, ribatte che nessuna delle ospiti femminili vorrà quell'omaggio. Viene convenuto che il tentativo sarà fatto la sera del gran ballo in maschera.

Durante il ballo, il marchese inseguì Alice e, in un angolo tranquillo, le propose la giarrettiera. La giovane signora rispose che ci avrebbe pensato su e gli avrebbe poi fatto sapere la sua decisione. Mentre il marchese aspettava con rapimento, una bella gamba apparve da dietro una tenda. Il galante aristocratico non perse tempo ma ciò che poi apparve non era Alice ma Henry che sfidò a un duello all'ultimo sangue il marchese. Anche se il marchese cercò di sottrarsi con ogni scusa alla sfida, quando gli venne spinta tra le mani la spada, chiuse gli occhi e si gettò contro l'avversario. Quando li riaprì, vide riverso per terra Henry. I secondi, inorriditi, avvisarono il marchese che se restava lì sarebbe finito sulla sedia elettrica e che la sua unica possibilità di salvezza era la fuga. Così, mentre il marchese partiva a spron battuto per riguadagnare i patri lidi, Henry e i suoi amici, ridendo, ritornarono allegramente in albergo.

## Produzione
Il film fu prodotto dalla Edison Company.

## Distribuzione
Distribuito dalla General Film Company, il film - un cortometraggio di 150 metri - uscì nelle sale cinematografiche degli Stati Uniti il 15 luglio 1914. Nelle proiezioni, veniva programmato con il sistema dello split reel, accorpato in un'unica bobina con un altro cortometraggio prodotto dalla Edison, la commedia An Up-to-Date Courtship.